# Station Richmond (Londen)
Richmond is een station van National Rail, London Overground aan de North London Line en de metro van Londen aan de District Line dat is geopend in 1846.

## Geschiedenis

### Private spoorwegen
De Richmond en West End Railway (R&WER) opende het eerste station van Richmond op 27 juli 1846 als westelijk eindpunt van haar lijn uit Clapham Junction. Dit station lag op de plaats van de parkeergarage aan Drummonds Place. De Windsor, Staines en South Western Railway (WS & SWR) nam de lijn over en trok deze door naar het westen langs een nieuw station aan de westkant van The Quadrant, ter hoogte van de Old Station Passage. Zowel de R&WER als de WS&SWR waren dochterondernemingen van de London and South Western Railway (L&SWR).
Op 1 januari 1869 opende de L&SWR de West London Joint Railway tussen Addison Road en Richmond. Deze lijn liep via een boog ten noorden van Addisson Road langs Hammersmith (Grove Road), dat op 31 december 1906 werd gesloten, Turnham Green en Gunnersbury. Vlak ten noorden van Gunnersbury ligt de aansluiting op de verbindingssporen met de North & South Western Junction Railway (N & SWJR). Voordat deze lijn werd gebouwd reden de treinen tussen Richmond en het noorden min of meer zigzag via verbindingsbogen bij Barnes en Kew Bridge. Door de verbindingssporen bij Gunnersbury kon de North Londen Railway, de latere North London Line van de overground, tussen Gunnersbury en Richmond over de sporen van de West London Joint Railway rijden. Sinds 1933 maakt het deel tussen Richmond en Ravenscourt Park onderdeel uit van de District Line. 
De Great Western Railway (GWR) onderhield korte tijd (1 juni - 31 oktober 1870) een dienst tussen Paddington en Richmond via de Hammersmith & City Railway, de latere Hammersmith & City Line, het viaduct bij Grove Road en de sporen van de L&SWR langs Turnham Green.
Op 1 juni 1877 trok de District Railway (DR) haar westtak door vanaf het toenmalige eindpunt Hammersmith.  De sporen werden bij het Grove Road viaduct aangesloten op die van de West London Joint Railway, waarop de District Railway diensten naar Richmond begon. Concurrent Metropolitan Railway, de latere Metropolitan Line, begon op 1 oktober 1877 eveneens diensten naar Richmond via de route die in 1870 door de GWR was gebruikt. De DR tussen Richmond en het centrum van Londen via Hammersmith was korter dan andere routes, de NLR via Willesden Junction, de L&SWR en de MR via station Grove Road en de L&SWR via Clapham Junction naar Waterloo. Op 1 januari 1894 kwam de GWR terug met een gezamenlijk dienst, wat tot gevolg had dat tussen Richmond en Gunnersbury vijf verschillende spoorwegmaatschappijen reden. 
Na de elektrificatie ten noorden van Acton Town in 1903, bekostigde de DR de elektrificatie tussen Richmond en Gunnersbury die op 1 augustus 1905 werd voltooid. Als enige reed de DR elektrisch op de lijn, terwijl de concurrenten L&SWR, NLR, GWR en MR met stoomtractie bleven rijden. MR staakte haar diensten op Richmond op 31 december 1906, vier jaar later droeg GWR haar diensten over aan DR, NLR en L&SWR. Op 3 juni 1916 staakte L&SWR de dienst tussen Addison Road en Richmond in de concurrentieslag met de DR. Het gevolg was dat alleen de metrodiensten van DR en de voorstadsdiensten van NLR via Willesden Junction overbleven.

### Grouping
In het interbellum werden de spoorwegmaatschappijen in Groot-Brittannië in 1923 ondergebracht in een aantal grotere bedrijven, de zogeheten grouping. Zo ging L&SWR op in Southern Railway (SR) en NLR in de London, Midland and Scottish Railway (LMS). SR opende op 1 augustus 1937 een nieuw stationsgebouw aan The Quadrant vlak ten noorden van het oorspronkelijke station, de goederenoverslag werd verder naar het noordoosten verplaatst. Het stationsgebouw werd op de kop van de metro- en de NLR-sporen gebouwd naast de doorgaande sporen naar het westen.  

### Ongeval
Op 18 september 1987 reed een metrostel van de District Line door het stootblok van spoor 6. Het metrostel reed door de glazenwand van de verdeelhal, geen van de reizigers raakte ernstig gewond.

### Crossrail
In 2003 werd tijdens de uitwerking van de beoogde stadsgewestelijke lijn door Londen werd onder andere een zuidtak naar Kingston upon Thames via Richmond voorgesteld. De tak moest aan de noordkant aftakken van de hoofdlijn, de latere Elizabeth Line, en dan bovengronds of in een tunnel naar Turnham Green lopen. Tussen Gunnersbury en Richmond zou het bestaande spoor worden gebruikt dat ten zuiden van Richmond zou worden doorgetrokken tot Kingston upon Thames. Dit zou betekenen dat de District Line zou worden vervangen door Crossrail. De moeilijke afwegingen, de omvangrijke werkzaamheden in de binnenstad zouden het project onrendabel maken, bovendien was er ook lokale weerstand in Richmond zodat de zuidtak in 2004 werd geschrapt.

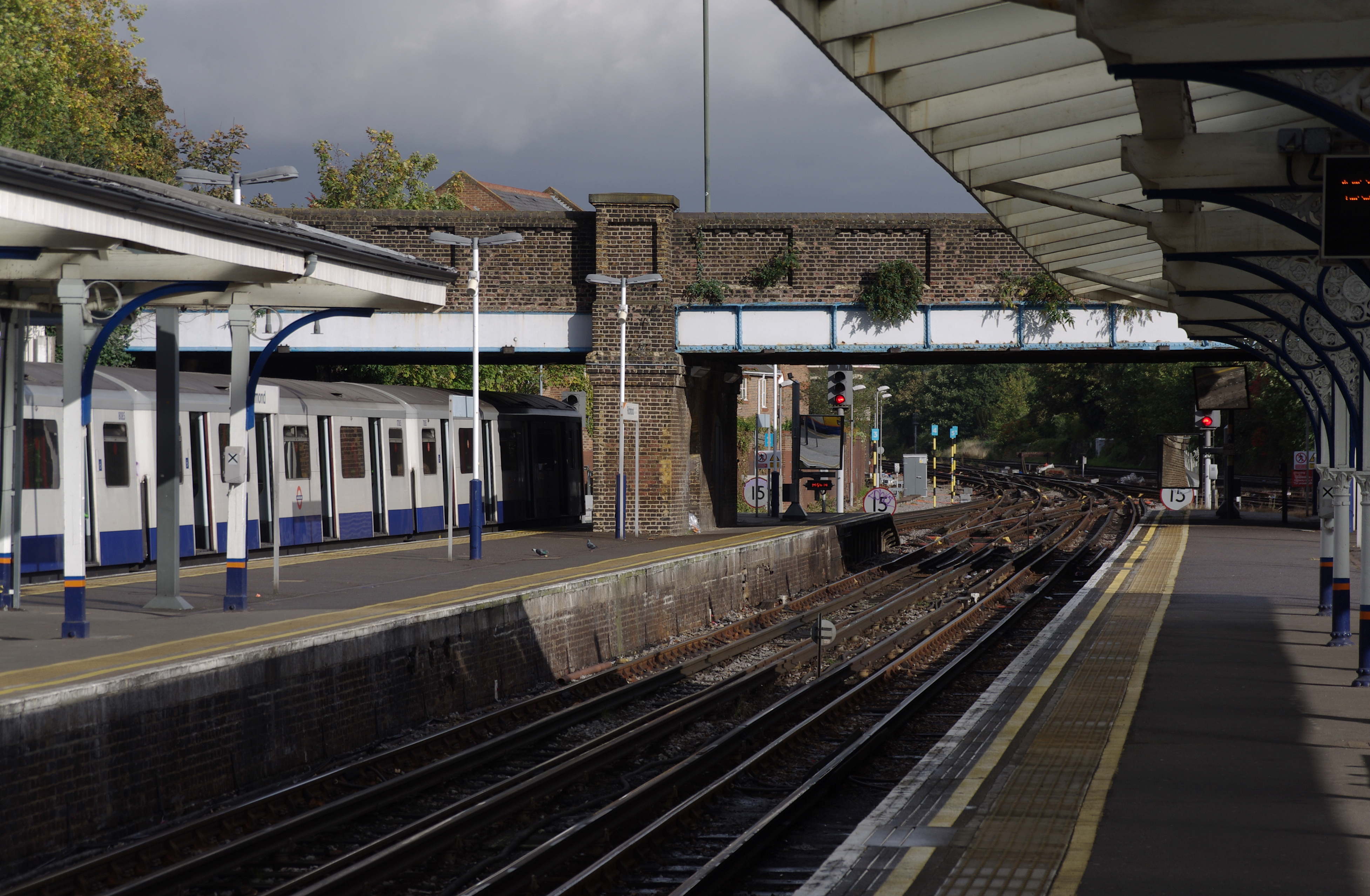
De sporen van de metro onder Church Road Bridge.
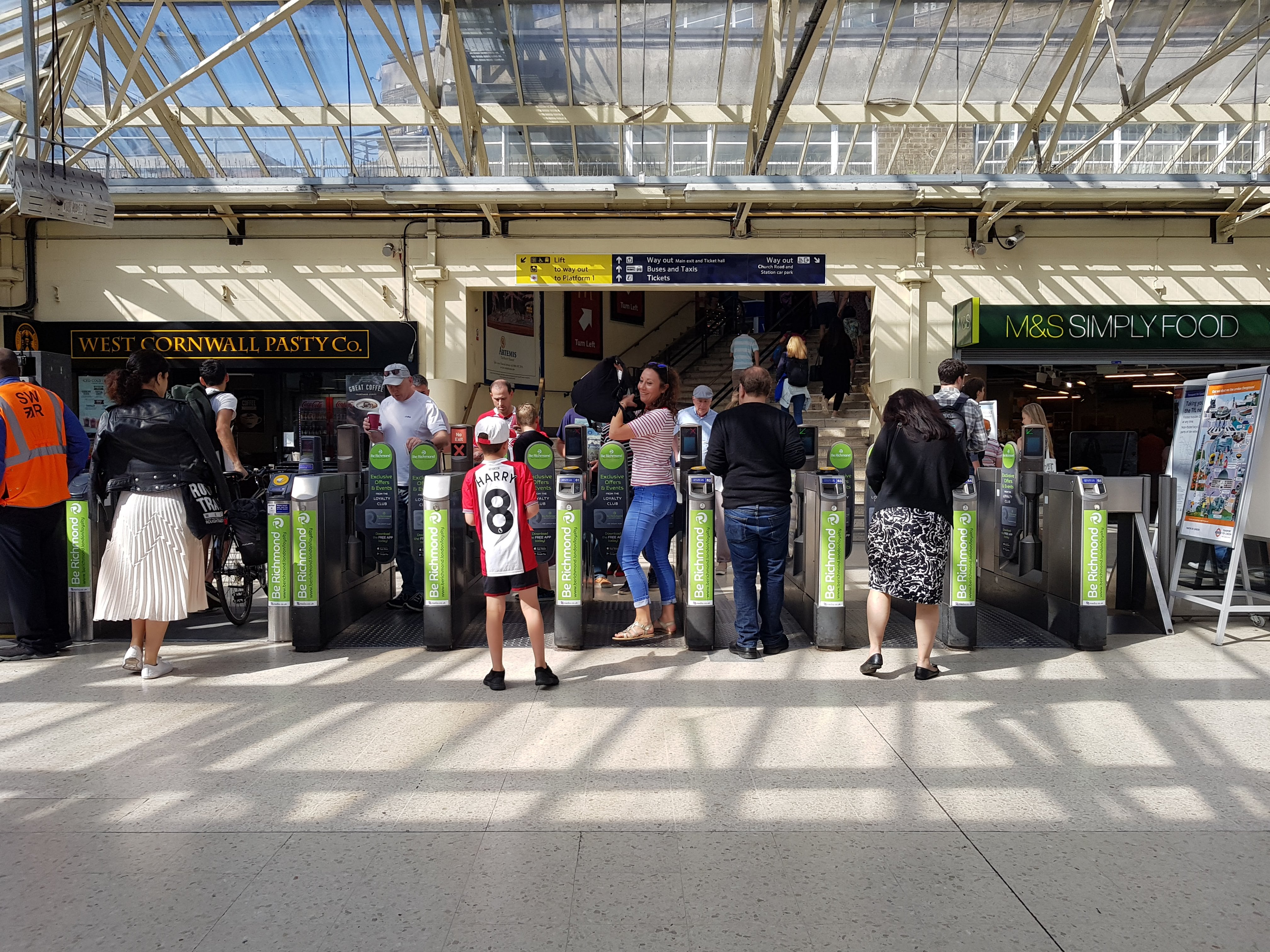
De verdeelhal gezien van de metroperrons.
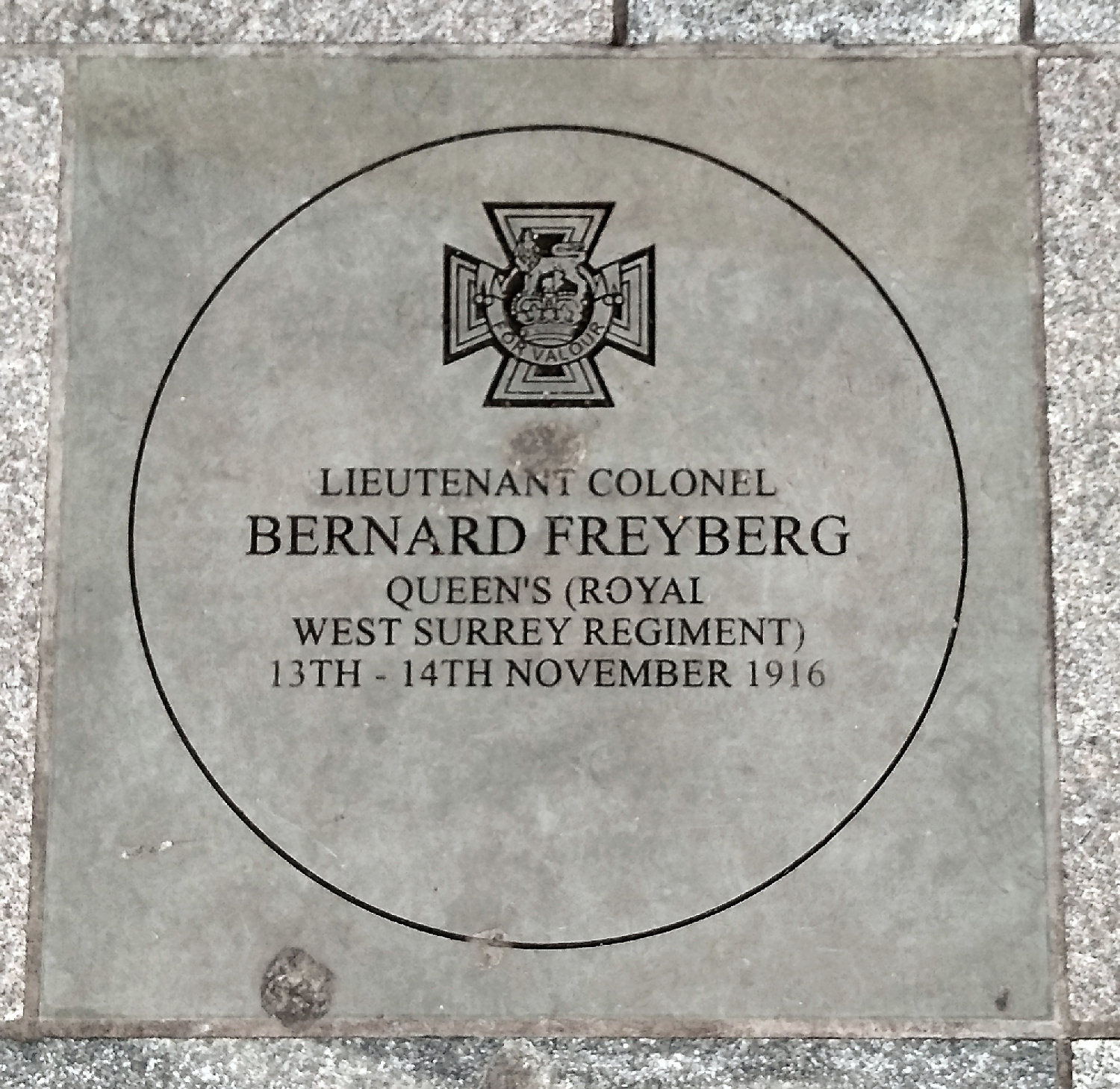
De gedenksteen op het stationsplein.
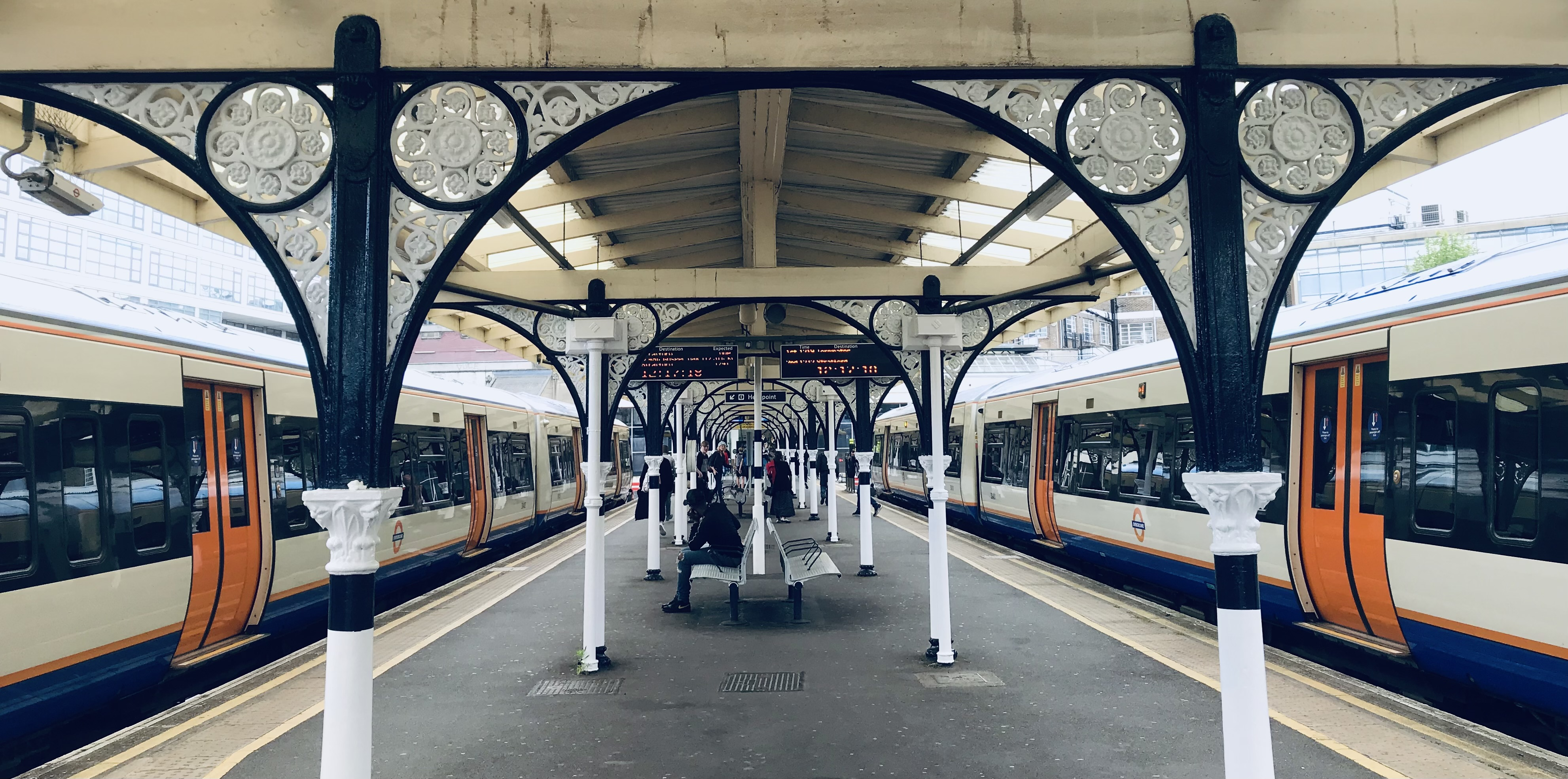
Treinen van London Overground, 2022

## Ligging en inrichting
Het station is het zuidwestelijke eindpunt van de District Line en het westelijke eindpunt van de North London Line van London Overground. Het ligt op het punt waar beide lijnen uitkomen bij de spoorlijn van South West Trains naar en van Waterloo, Windsor en Eton Riverside, Kingston en Reading. Het stationsgebouw is opgetrokken in 1937 en ontworpen door James Robb Scott in artdeco stijl. Net als Charles Holden gebruikte ook hij portlandsteen. Op de gevel hangt een vierkante klok in plaats van het underground logo. In het station zijn acht winkelruimtes waarvan vier voor horeca. Naast de ingang aan het stationsplein liggen een kiosk van WH Smith en een bloemenwinkel. Het stationsplein is sinds 2013 voetgangersgebied, in het plaveisel ligt een gedenksteen voor Luitenant Kolonel Bernard Feyberg die in Richmond werd geboren. In de stationshal op straatniveau liggen twee koffiekiosken elk aan een kant van de trappen naar de perrons. Onder de stationshal liggen nog een kiosk voor warme dranken en een levensmiddelenwinkel van M&S die beide vanuit de verdeelhal op de kop perrons toegankelijk zijn. Achter de toegangspoortjes zijn nog twee koffiekiosken te vinden op de perrons van de spoorlijn. De zeven sporen van het station zijn genummerd van zuid naar noord:
Spoor 1 en 2 zijn doorgaande sporen voor de diensten van South Western Railway.
Spoor 3 t/m 7 zijn kopsporen die worden gebruikt door Transport for London.
De North London Line van de overground gebruikt normaal gesproken spoor 3 en 4 maar kan ook de sporen 5 t/m 7 gebruiken. De District Line van de underground gebruikt normaal gesproken de sporen 5 t/m 7 maar kan ook gebruik maken van de sporen 4. Spoor 3 kan niet worden gebruikt door de underground omdat daar geen spoor ligt voor de retourstroom. In 2011 zijn de perrons langs de sporen 1 en 2 aan de westkant verlengd om ze geschikt te maken voor 10 baks treinen, een  verlenging aan de oostkant achtte Network Rail onhaalbaar omdat de Church Road Bridge dan verbreed moeten worden. In het kader van de verlenging zijn ook de perronoverkappingen gerenoveerd. De brede opening tussen sporen 3 en 4 komt omdat daar vroeger een omloop spoor lag voor stoomlocomotieven.

## Reizigersdienst
Buiten de spits rijden per uur: 
- 8 treinen naar Waterloo waarvan:
- 2 interregio's naar Waterloo met een tussenstop bij Clapham Junction.
- 2 interregio's naar Waterloo met een tussenstops bij Putney , Clapham Junction en Vauxhall.
- 4 stoptreinen naar Waterloo
- 8 treinen uit Waterloo waarvan:
- 2 naar Reading
- 2 naar Windsor en Eton Riverside
- 2 die via Hounslow en Brentford terugkeren naar Waterloo
- 2 die via Kingston en Wimbledon terugkeren naar Waterloo
- 4 treinen naar Stratford (North London Line)
- 6 metro's naar Upminster via Tower Hill (District Line)

Daarnaast doen de volgende buslijnen het station aan: 
| Lijn | Eindpunt 1                  | Eindpunt 2                                   | Vervoerder      |
| 33   | Fulwell                     | Castelnau                                    | London United   |
| 65   | Kingston                    | Ealing Broadway                              | London United   |
| 110  | Hounslow                    | Hammersmith                                  | London United   |
| 190  | West Brompton               | Richmond                                     | Metroline       |
| 337  | Clapham Junction            | Richmond                                     | Go-Ahead London |
| 371  | Kingston                    | Richmond Manor Circus                        | London United   |
| 419  | Norley Vale, Roehampton     | George Street, Richmond/Richmond Bus Station | London United   |
| 490  | Heathrow Airport Terminal 5 | Richmond, Pools on the park                  | Abellio London  |
| 493  | Tooting                     | Richmond                                     | Go-Ahead London |
| 969  | Whitton                     | Roehampton Vale/Asda                         | Abellio London  |
| H37  | Hounslow Blenheim Centre    | Richmond Manor Circus                        | London United   |
| R68  | Kew Retail Park             | Hampton Court                                | Abellio London  |
| R70  | Hampton                     | Richmond Manor Circus                        | Abellio London  |
| N22  | Piccadilly Circus           | Fulwell                                      | Go-Ahead London |
| N65  | Chessington                 | Ealing Broadway                              | London United   |

Aan Kew Road ligt een taxistandplaats bij de ingang van het station. Er kunnen trappen of liften worden gebruikt om alle perrons te bereiken.
Een grote fietsenstalling bevindt zich ten noordoosten van de achteringang aan de Church Road. De fietsers kunnen via een trap met 27 treden naar toegangspoortjes voor de sporen 2 t/m 7.